# Spoorlijn Châteaubriant - Rennes
De spoorlijn Châteaubriant - Rennes is een Franse spoorlijn van Châteaubriant naar Rennes. De lijn is 58,6 km lang en heeft als lijnnummer 466 000.

## Geschiedenis
De lijn werd geopend door de Administration des chemins de fer de l'État op 28 december 1881. Kort daarna, in 1883 werd de lijn overgedragen aan de Compagnie des chemins de fer de l'Ouest. 
Goederenvervoer werd opgeheven in 2013 en wegens de slechte staat van het spoor werd op 21 oktober 2017 het personenvervoer tussen Châteaubriant en Retiers stilgelegd. Voordat het herstel van dit gedeelte was voltooid werd ook het personenvervoer tussen Retiers en Rennes op 4 maart 2019 opgeheven om ook dit gedeelte te renoveren. Tussen Châteaubriant en Retiers werd de lijn heropend 31 augustus 2019 en tussen Retiers en Rennes op 30 augustus 2021.  

## Treindiensten
De SNCF verzorgt het personenvervoer op dit traject met TER treinen.
| Serie | Treinsoort | Route                          | Bijzonderheden |
| ----- | ---------- | ------------------------------ | -------------- |
| P 5   | TER (SNCF) | Châteaubriant – Janzé – Rennes |                |

## Aansluitingen
In de volgende plaatsen is of was er een aansluiting op de volgende spoorlijnen:
Châteaubriant
RFN 460 000, spoorlijn tussen Sablé en Montoir-de-Bretagne
RFN 463 000, spoorlijn tussen Châteaubriant en Ploërmel
RFN 519 000, spoorlijn tussen Nantes-Orléans en Châteaubriant
Martigné-Ferchaud
RFN 467 000, spoorlijn tussen Martigné-Ferchaud en Vitré
Rennes
RFN 420 000, spoorlijn tussen Paris-Montparnasse en Brest
RFN 468 000, spoorlijn tussen Rennes en Redon